# 睦
睦（ぼく）は、漢姓の一つ。

## 中国の姓
睦（ぼく、Mù）は、漢姓の一つである。

### 出自
筆頭に挙げられるのは、明の陳士元の『姓觿』に拠って、古の帝である栗睦氏（栗陸氏とも称する）の後裔である、というものである。この説は、日中民族科学研究所編　『中国姓氏事典』(1983[1978])でも「上古、栗陸氏の子孫がこの姓を伝えた。」と述べている。次に挙げられているのが、胡姓（西方の異民族由来の姓氏）というもので、『中国姓氏事典』(1983[1978])でも「一説には西方の胡姓であるという。」と言い、『中国姓氏大辞典』(2010)でも「【源出】」の②として挙げられており、こちらでは具体的に「②西胡の姓、『古今姓氏書弁証』に見える。唐の時、涼州の胡の睦伽佗が侵攻をした」と記している。『中国姓氏大辞典』(2010)は更に、特定の民族の姓氏として「【民族】」の欄に「朝鮮族の姓」と記している（→#朝鮮の姓）。

### 郡望
- 趙郡[1]

### 分布
やや幅広く分布しており、おおよそ全国人口の0.0009％を占め、四川省・寧夏回族自治区・吉林省・重慶市の四つの省と自治区と市にこの姓が多く、全国の睦姓人口の約89％を占める。吉林省に多いのは、地理的に朝鮮半島に接しており、歴史的に朝鮮民族が多いためである。現に吉林省には延辺朝鮮族自治州と長白朝鮮族自治県がある。この地域の朝鮮民族の居住については間島を参照。

### 著名な人物
- 睦予 - 北斉の趙郡高邑県の人、官を累進して員外散騎常侍に至った[1]。

## 朝鮮の姓
睦（ぼく、목: モク）氏は、朝鮮人の姓氏の一つである。2015年、大韓民国統計庁の人口住宅総調査で8,848名と調査され、韓国姓氏人口順位113位である。
文献に伝わる本貫は泗川睦氏を始めとして、水原・南平・慶州・泰仁・桂陽・沃川・全州・多仁（醴泉）の9本があるが、現存する貫郷は泗川睦氏単本である。高麗朝で門下賛成事の睦仁吉・睦忠・睦子安らが栄達していて、朝鮮朝では左議政・右議政に昇った睦来善ら、泗川睦氏は朝鮮時代、科挙及第者132名、文科及第34名を輩出（現在、人口千名あたり及第者数1位の姓氏）、堂上官は21名を輩出することで、もって名門大家の地位を維持していった。

### 著名な人物
- 睦徳昌（朝鮮語版） - 高麗の武臣。
- 睦仁吉（朝鮮語版） - 高麗の武臣、宰相。
- 睦忠 - 高麗の武臣。
- 睦子安 - 高麗の武臣。
- 睦進恭 - 李氏朝鮮の文臣。
- 睦世秤（朝鮮語版） - 李氏朝鮮の学者。
- 睦詹（朝鮮語版） - 李氏朝鮮の文臣。
- 睦叙欽（朝鮮語版） - 李氏朝鮮の文臣。
- 睦長欽（朝鮮語版） - 李氏朝鮮の文臣。
- 睦来善（朝鮮語版） - 李氏朝鮮の文臣。
- 睦行善（朝鮮語版） - 李氏朝鮮の文臣。
- 睦昌明（朝鮮語版） - 李氏朝鮮の文臣。
- 睦天成（朝鮮語版） - 李氏朝鮮の文臣。
- 睦万中（朝鮮語版） - 李氏朝鮮の文臣。
- 睦虎龍 - 李氏朝鮮の文臣。
- 睦致淑（朝鮮語版） - 独立運動家。
- 睦堯相 - 韓国の国会議員。
- 睦鎮碩 - 韓国の囲碁棋士。

### 起源
睦氏の起源については三説が存在する。
- 最初、睦氏の記録は百済の王族である扶余氏を始め、百済の貴族姓氏に沙氏・燕氏・刕氏・解氏・真氏・国氏・木氏・苩氏などが大姓八族として『隋書』と『新唐書』等に記録されている。倭国の沙至比跪が伽耶を侵攻して加羅国王己本旱岐と息子百久至・阿首至・国沙利・伊羅麻酒・爾汶至らが百済に逃亡するやいなや、木羅斤資が軍隊を率いて出ていって救援した。『日本書紀』の記録に推し量ってみて、睦氏は百済-伽耶の交流が成り立とうとするや、その過程で勢力を伸ばして出てきたものと見えながら、伽耶地方の小国たちが深い連関を結んでいた。泗川は百済に属してから、6世紀の法興王の時期、新羅に征服された地域である。その他に、百済の名のない武将木満致将軍が有名である。百済が滅亡した後、百済の姓氏が消滅させられるか変姓させられた。百済王族である扶余氏は消滅し、扶余徐氏（朝鮮語版）、余氏などに変姓させられ、木氏は睦氏に変姓させられたという。以後、行列と世系が高麗時代以前までは分明でなく、高麗時代、再び政界に登場した睦孝基（朝鮮語版）を始祖とする。
- 泗川睦氏の家乗[* 1]には兄弟の友愛が深く仲睦まじいを意味する「睦」を姓氏として賜ったという兄弟相睦説が伝承される。この説話を間接的に裏付けする古典小説として『睦始竜伝』がある。
- 641年（高句麗の栄留王22年）、栄留王の要請によって唐の八学士である睦沖・洪天河・殷世通・魏齢・房丕・奇牟・吉寧・奉守賢の八名の学者が留学と文化交流のため、高句麗に派遣されたという。以後、淵蓋蘇文の乱により、新羅に身を避けて、泗川地域に世居したという。

しかし、金鎮宇は『韓国人の歴史』(2010)で、睦氏は元来、中国の趙郡（現在の河北省石家荘市）から出世した姓氏であるという説を述べている。この説に従えば、上述の「中国の姓」の#著名な人物として挙げられている睦予が始祖、あるいは係累であることが示唆される。

### 氏族
今日、本貫は泗川睦氏が大宗である。泗川睦氏の始祖は高麗の時郎将であった睦孝基である。特に朝鮮中期には多くの人物を輩出した。
| 氏族（地域） | 創始者 | 人数（2015年） |
| ------------ | ------ | -------------- |
| 泗門睦氏     |        | 5              |
| 泗州睦氏     |        | 39             |
| 泗川睦氏     | 睦孝基 | 8,713          |
| 鎮海睦氏     |        | 25             |
| 春川睦氏     |        | 5              |

### 人口と割合
| 年度   | 人口    | 世帯数    | 順位         | 割合 |
| ------ | ------- | --------- | ------------ | ---- |
| 1930年 | -       | 659世帯   | 250姓中112位 |      |
| 1960年 | 4,167人 |           | 258姓中113位 |      |
| 1985年 | 7,088人 | 1,721世帯 | 285姓中114位 |      |
| 2000年 | 8,191人 | 2,493世帯 | 286姓中116位 |      |
| 2015年 | 8,848人 |           | 113位        |      |